# Зона сумрака (ТВ серија из 2019)
Зона сумрака (енгл. The Twilight Zone) америчка је веб серија коју су развили Сајмон Кинберг, Џордан Пил и Марко Рамирез, заснована на оригиналној телевизијској серији из 1959. чији је креатор Род Серлинг. Серија се премијерно емитовала од 1. априла 2019. до 25. јуна 2020. године стриминг услузи CBS All Access.

## Радња
Надограђена верзија класичне антологијске серије садржи неколико прича научне фантастике, мистерије и хорора.

## Сезоне
| Сезона | Сезона | Број епизода | Приказивање у САД                                 | Приказивање у Србији                     |
| ------ | ------ | ------------ | ------------------------------------------------- | ---------------------------------------- |
|        | 1      | 10 (1—10)    | 1. април 2019 — 30. мај 2019. (Си-Би-Ес ол ексес) | 2. април 2019 — 31. мај 2019. (Нетфликс) |